# 妙福寺 (大田区)
妙福寺（みょうふくじ）は、東京都大田区南千束2丁目にある日蓮宗の寺院。旧本山は身延山久遠寺。

## 歴史
当寺院は、もともとは洗足池の池畔にあった鎌倉時代に創建された「御松庵」という庵に由来する。御松庵は日蓮ゆかりの草庵である。日蓮が1282年に身延山から、武蔵国(現在の東京都)・池上にある池上宗仲の館(現在の池上本門寺)に向かう途中に、近隣の大池(千束池。現在の洗足池)にさしかかった。その際日蓮はここで休憩を取り、傍の松の木に法衣をかけて(後にその松は「袈裟かけの松」と言われた)、池の水で手足を洗った。(これに因んでこの池を洗足池と言われるようになった)すると、池から七面天女が現れたという。後にこのことを記念しようと七面天女を安置するお堂を建てたのが「御松庵」のルーツである。
一方妙福寺は日慈が、現在の中央区の日本橋馬喰町に寛永年間以前に草創した寺である。しかし、1657年の明暦の大火のなどで本堂などが焼失し、浅草に移転した。その後、1923年の関東大震災でまたも焼失して、1927年に当地に移転。既存の御松庵を合併という形で、再建された。

## 主な施設
- 祖師堂（旧七面大明神堂）(天保4年(1833年)の築。国の登録有形文化財[3])
- 馬頭観世音供養塔（大田区指定文化財)
- 小松稲荷
- 日蓮上人袈裟掛けの松(洗足池の名の由来にもなっている日蓮が袈裟をかけたとされる松。現在では三代目。[4])
- 日蓮上人像

## 近隣施設
- 洗足池
- 勝海舟の墓
- 大田区立洗足池図書館
- 洗心保育園(隣接する保育園。1954年設立。当寺院が母体となっている。[5])
- 鳳凰閣（旧清明文庫）

## アクセス
- 東急池上線洗足池駅より徒歩5分。
- 拝観は無料。日中の時間帯のみ受け付け。
- 駐車施設:なし

## 関連文献
- 斎藤長秋 編「巻之二 天璇之部 千足池」『江戸名所図会』 一、有朋堂書店、415-417頁。NDLJP:1174130/213。